# Distrito de Huaylas
Huaylas es un distrito de la provincia homónima que conforma el departamento de Áncash en el Perú. Limita con los distritos de Mato, Huallanca y  Santo Toribio.

## Historia
El distrito fue creado mediante Ley del 2 de enero de 1857, en el gobierno del Presidente Ramón Castilla.
Huaylas ya existía desde la época preincaica. Cuando llegan los Incas, se divide en Hurinhuaylas y Hananhuaylas y cada una con seis provincias siendo la más importante la de Huaylas ubicada en hananhuaylas

## Geografía
El distrito de Huaylas se encuentra ubicado en la provincia del mismo nombre,  en el área influida por la Cordillera Negra.
Tiene distintos barrios entre ellos, Delicados, Yacup, Shuyo, Nahuinyaco, Huaromapuquio, Huarazcalle, Juventud Quecuas, Juventud Huayrán, Juventud Progresista Hijos de Iscap. En« Chupacoto» Nro. 7- plantea una hipótesis de que la población de Huaylas se asiente sobre el lecho de un lago desaparecido. Pues se han hallado restos de peces y el terreno es fértil.

## Capital
Su capital es la localidad de Huaylas.

## Autoridades

### Municipales
- 2023-2026[1]
  - Alcalde:
  - Abg. Mario Ronald Velásquez Rivera, (Partido Político Acción Popular).
  - Regidores:
  - 1. Edith Esperanza Maza Campomanes de León (Acción Popular).
  - 2. Ángel Octavio Espinoza de la Cruz (Acción Popular).
  - 3. Lourdes Verónica Chilca Carrión (Acción Popular).
  - 4. Erick Ives León Tamariz (Acción Popular).
  - 5.  Delio Augusto Cruzate Marchena (Socios por Ancash).

## Festividades
Las fiestas tradicionales  que se festejan son la fiesta de la Virgen María y Santa Isabel (fiesta de la patrona de las cosechas) teniendo como día central el 8 de julio y como imagen religiosa la "Visitación" y luego en el mes de agosto en las fechas 15,16 y 17 se celebra con gran pompa  a la Patrona de Huaylas: la Virgen de la Asunción; fiesta en la cual se lleva a cabo una corrida de toros.

## Danzas populares

### Pasha
- cuyos bailarines son varones que evocan un trasfondo pastoril, de manera que la denominación es una especie de onomatopeya que usan al arrear su ganado.Llevan especie de sayas que llegan de la cintura hasta el suelo de colores vivos y diversos. Emplean algo así como sobrepelliz, con los mismos matices del indumento anterior. Cubren su cabeza con una capucha y su cara con una máscara fiera y grotesca. Portan unos chicotes largos y pesados de cabuya , que van restallando con fuerza en sus desplazamientos. Les acompaña una banda de música que pone un bullanguero y competetivo marco musical. Sale un grupo por cada barrio.

#### Pallas
- , sus intérpretes son mujeres; la etimología se refiere a las cosechadoras. Debe tener raíces precolombinas. Pues, Huaylas es privilegiada po su óptima producción de maíz, dos veces por año.Contándose las variedades de "mishahara" y "tsitsihara" o melliceras.Las pallas bailan al son de las notas que tañe una banda musical del lugar o contratada de algún pueblo del Callejón.

- Hace su fiesta un armatoste de madera cubierto de telas, con cabeza de toro; lo carga un varón y trata de asustar o cornear a un descuidado.  En su cogote luce  tallos frescos de maíz, atados en ramo.
- Los Chapetones